# Серьожников Олександр Іванович
Олександр Іванович Серьожников (15 серпня 1915 , Білокалитвинський район, Ростовська область  — 2 жовтня 1943 , Чернігівська область ) — учасник німецько-радянської війни, командир 292-го Волзького стрілецького полку 181-ї стрілецької дивізії 13-ї армії Центрального фронту, майор. Герой Радянського Союзу.

## Біографія
Народився 15 серпня 1915 року на хуторі Грушівка області Війська Донського (нині Білокалитвинського району Ростовської області) в родині російського селянина.
Закінчив сім класів неповної середньої школи. Працював у радгоспі.
У 1934 році був призваний до лав Червоної армії. У 1937 році закінчив військове піхотне училище. У боях німецько-радянської війни з лютого 1943 року. Воював на Центральному фронті. Член ВКП (б)/КПРС із 1942 року.
Командир стрілецького полку майор О. І. Серьожников вміло організував переслідування ворога. 20 вересня 1943 року полк забезпечив частинам дивізії форсування річки Десна. Вранці 21 вересня полк увірвався в місто Чернігів, з ходу форсував Дніпро, закріпився на плацдарм.
2 жовтня 1943 майор Олександр Іванович Серьожников загинув у бою. Похований у братській могилі в сквері міста Чернігів.

## Нагороди
- Указом Президії Верховної Ради СРСР від 16 жовтня 1943 року «за мужність та героїзм, проявлені при форсуванні Дніпра та утриманні плацдарму на його правому березі, майору Олександру Івановичу Серьожникову посмертно присвоєно звання Героя Радянського Союзу (посмертно)».
- Нагороджений орденом Леніна, орденами Суворова ІІІ ступеня та Олександра Невського, а також медалями.
- Був нагороджений знаком «Відмінник РСЧА»[1].

## Пам'ять
- З 1964 по 2022 на честь Олександра Серьожникова була названа вулиця в Чернігові, де на одному з будинків встановлено меморіальну дошку[2].
- Навічно зарахований до списків 1-ї патрульної роти військової частини 5129[3].
- Ім'я Героя носить «Середня загальноосвітня школа № 16 імені Героя Радянського Союзу Серьожникова О. І.» міського округу Балашиха[4].